# Schizomitrium colombicum
Schizomitrium colombicum là một loài Rêu trong họ Hookeriaceae. Loài này được (R.S. Williams) W.R. Buck & Steere mô tả khoa học đầu tiên năm 1983.